# Conferín Arizpe
Conferín Arizpe är en ort i Mexiko.   Den ligger i kommunen General Bravo och delstaten Nuevo León, i den centrala delen av landet, 700 km norr om huvudstaden Mexico City. Conferín Arizpe ligger 141 meter över havet och antalet invånare är 325.
Terrängen runt Conferín Arizpe är platt. Runt Conferín Arizpe är det mycket glesbefolkat, med 2 invånare per kvadratkilometer. Närmaste större samhälle är General Bravo, 2,9 km sydväst om Conferín Arizpe. Trakten runt Conferín Arizpe består i huvudsak av gräsmarker.